# Гневушев, Андрей Михайлович
Гневушев Андрей Михайлович (1882—1920) — историк, филолог. Автор книги «Сибирские города в смутное время» (Киев, 1912).

## Биография
Родился в 1882 году в Киеве. По окончании Киевского университета преподавал в гимназии, читал курс русской истории в Киевском коммерческом институте. В 1914 году командирован для занятий в архивах Москвы, читал лекции в Московском обществе народных университетов, являлся членом архивных комиссий Костромской и Тульской губерний.
В 1915 переехал в Красноярск, работал в школах и местной печати, составил «Историю Сибири» (не вышла в печать). В годы Революции и Гражданской войны придерживался областнических взглядов (так, его статья «Что сулит Сибири Брестский мир», опубликована в областническом издании «Сибирские записки» (1918, № 2-3)). В 1919 был приглашен на кафедру русской истории только что созданного Владивостокского университета.
Умер в 1920 в Красноярске.

## Научные труды
К оставленным им работам о Сибири относятся: «К характеристике вольных сибирских переселенцев XVII в.» (1916) и «Русские исследования северного морского пути», (Красноярск, 1919).
Сочинения:
- Очерки экономической и социальной жизни сельского населения Новгородской области после присоединения Новгорода к Москве : Сельское население Новгородской области по писцовым книгам 1495—1505 г. : Т. 1. Сельское население Новгородской области по писцовым книгам 1495—1505 г. Ч. 1. (С. 203—337) / А. М. Гневушев. — Киев : тип. Имп. ун-та св. Владимира АО дела печ. и изд. дела Н. Т. Корчак-Новицкого, 1915. — [2], II, 203—338, 433—439 с. : табл.; 26.
- Политико-экономические взгляды гр. Н. С. Мордвинова / А. М. Гневушев. — Киев : Тип. Имп. ун-та им. св. Владимира Акц. о-ва печ. и изд. дела Н. Т. Корчак-Новицкого, 1904. — [2], 165 с. : табл.; 25 см.
- Новгородский дворцовый приказ в XVII веке : Новгородский дворцовый приказ в семнадцатом веке : (Крат. очерк деятельности Приказа и документы) / А. М. Гневушев. — Москва : Рус. печатня, 1911. — [2], II, XXXVI, 162 с.